# Айолас, Хуан де
Хуан де Айолас (1493 или 1510, Бургос — 1538, Гран-Чако, Парагвай) — испанский мореплаватель, конкистадор и исследователь новых земель, губернатор территории Ла-Плата. Он сопровождал Педро де Мендосу во время путешествия 1534 года с целью исследования бассейна Ла-Платы и района Магелланова пролива и в течение короткого времени в 1537 году был губернатором региона Ла-Плата.
Его именем был назван город Айолас (современный Парагвай) и аэропорт Хуан-де-Айолас.